# Gusinaja Zemlja
Gusinaja Zemlja (in russo Гуси́ная Земля́?) è una penisola nella parte occidentale dell'isola Južnyj (arcipelago Novaja Zemlja).  Amministrativamente appartiene al rajon Novaja Zemlja dell'oblast' di Arcangelo, in Russia.

## Geografia
La Gusinaja Zemlja è il punto più occidentale dell'arcipelago e si trova tra il golfo di Moller (a nord) e lo stretto Kostin Šar (a sud). Alcuni dei maggiori promontori costieri sono: capo Lil'e (мыс Лилье), capo Morozova (мыс Морозова) e capo Južnyj Gusinyj Nos (мыс Южный Гусиный Нос), a sud; capo Ne-Bazar-Salja (мыс Не-Базар-Саля) e capo Ljudsalja (мыс Людсаля), a sud-ovest; capo Severnyj Gusinyj Nos (мыс Северный Гусиный Нос), a nord. Si aprono sulla costa tre insenature minori: a sud la baia Beluš'ja, a sud-est il golfo di Rogačëvo e a nord la baia di Litke. Il maggiore fiume che la solca è lo Junko.
Il rilievo della penisola è prevalentemente piatto. Il punto più alto tocca i 284 m. Nella parte sud-occidentale della penisola si trovano i rilievi Jalmachoj che raggiungono i 174 m. La penisola è fortemente paludosa. Ci sono molti laghi, il più grande dei quali è il lago Gusinoe, situato nella parte settentrionale. Vicino alla penisola la profondità del mare arriva fino a 123 m.
Sulla penisola si trova l'insediamento di Beluš'ja Guba, centro amministrativo del rajon, e il villaggio di Rogačëvo. 

## Fauna
Tipica dell'area è la fauna della tundra artica. Durante il periodo della muta, sulla penisola si radunano stormi di migliaia di oche. La penisola è utilizzata per il pascolo delle renne.